# Ayat (banda)
Ayat es una banda libanesa de black metal, formada en la ciudad de Beirut, Líbano y está en contra de la jerarquía religiosa en todas sus formas, principalmente del Islam y el Cristianismo, los cuales han sumido a la región del Medio Oriente en un conflicto antiguo al parecer sin solución.

## Historia
La banda fue formada en el 2000 por Mullah Sadogoat y Reverend Filthy Fuck. Ayat lanzó un EP de la compañía Sardonic Wrath Records en noviembre del 2005. Ayat firmó con Moribund durante el 2008 y lanzó "Six Years of Dormant Hatred" en noviembre de 2008.

## Discografía
Possession of Sister Clair (Single) 2001
Demo 1 (Demo) 2001
- Laka Il Bayaato ya Moghtasib il Adyan
- The Possession of Sister Claire
- Asylum
- Fornication & Murder (First Version)
- The Possession of Sister Claire
- Asylum
- Laka Il Bayaato ya Moghtasib il Adyan
- The House of Sacrilege I
- Youth Massacration (featuring Orphaned Land)

El Nabi Mojrem Moghtaseb Dajjal (Demo) 2002
- Possession
- Asylum
- Laka el Biaa ya Moghtaseb el Adian
- For All Those Who Sinned, Sin and Will Sin

Promo '04 (Demo) 2004
Rehearsal I (Demo) 2004
Rehearsal II (Demo) 2004
Neocratic Rehersal (Demo) 2004
Al Nabi Moujrem, Moughtaseb, Dajjal (EP/Single) 2005
Six Years of Dormant Hatred 2008
- Ilahiya Khinzir!
- Fornication And Murder
- The Fine Art of Arrogance Part One (The Icon And The Cattle)
- Collective Suicide in The Boudoir (Feeling Wonderful Tonight)
- Puking Under Radiant Moonlight (Followed by a Century Long Ejaculation)
- Misogyny When We Embrace
- Necronarcos (Tame You Death)
- Curses! Curses! and Never Sleep...
- Thousands of Pissed Motherfuckers...
- Such a Beautiful Day! (The Exaltation of Saint Francis)

Osha Ifa Law (CD/DVD) 2011